# Носовское (Вологодская область)
Носовское — село в Череповецком районе Вологодской области.
Входит в состав Тоншаловского сельского поселения, с точки зрения административно-территориального деления — в Тоншаловский поссовет.
Расстояние по автодороге до районного центра Череповца — 18 км, до центра муниципального образования Тоншалово — 5 км. Ближайшие населённые пункты — Никитино, Большой Двор, Кальнинское.
По переписи 2002 года население — 40 человек (19 мужчин, 21 женщина). Всё население — русские.

## Достопримечательности
В селе находятся две церкви: во имя Воскресения Христова (руинирована) и во имя святых Иоакима и Анны (восстановлена, действует).